# Avalon (film 1990)
Avalon – amerykański film obyczajowy z 1990 roku.

## Główne role
- Leo Fuchs - Hymie Krichinsky
- Eve Gordon - Dottie Kirk
- Lou Jacobi - Gabriel Krichinsky
- Armin Mueller-Stahl - Sam Krichinsky
- Elizabeth Perkins - Ann Kaye
- Joan Plowright - Eva Krichinsky
- Kevin Pollak - Izzy Kirk
- Aidan Quinn - Jules Kaye
- Israel Rubinek - Nathan Krichinsky
- Elijah Wood - Michael Kaye

i inni

## Fabuła
4 lipca 1914 roku do Baltimore w USA przybywa Samuel Krichinsky, emigrant z Polski - nigdy w życiu nie widział piękniejszego miasta. W chwili gdy przybywa miasto rozświetlone jest fajerwerkami z okazji przypadającego święta. Tu mieszkają również jego czterej bracia. W Ameryce Samuel poznaje swoją żonę Eve. Po pewnym czasie rodzi się im dwóch synów Jules i Izzy. Polska rodzina pełna szacunku dla tradycji powoli traci korzenie i tożsamość. Jules i Izzy żenią się z poznanymi tu kobietami, obydwoje bracia porzucają rodowe nazwisko Krichynsky, jako powód podają, że jest zbyt trudna do wymówienia. Nowo przyjęte są bardziej modne, amerykańskie - Jules Kaye i Izzy Kirk. Synowie Krichinsky'ch prowadzą Dom Towarowy "K & K " specjalizujący się głównie w sprzedaży telewizorów. W Dniu Dziękczynienia dochodzi do pożaru, Dom Handlowy ulega całkowitemu spaleniu wraz ze znajdującym się w magazynach towarem. Budynek nie był ubezpieczony. Tego dnia syn Julesa - Michael wraz ze swoim kuzynem - bawili się w piwnicy (gdzie były magazyny) w odpalanie klejonego modelu samolotu - co wywołało również podpalenie części znajdujących się tam rzeczy. Chłopcy ugasili zarzewie ognia i szybko oddalili się z miejsca. Michael przyznał się ojcu do tego, że to oni byli sprawcami podpalenia. Okazało się jednak, że przyczyną pożaru było zwarcie w instalacji elektrycznej na 4 piętrze. W niedługim czasie umiera Eva Krichynsky. Samuel nie chce być ciężarem dla rodziny i wyprzedaje majątek, by zamieszkać w Domu Opieki dla Seniorów.

## Nagrody i nominacje
Oscary za rok 1990
- Najlepszy scenariusz oryginalny - Barry Levinson (nominacja)
- Najlepsze zdjęcia - Allen Daviau (nominacja)
- Najlepsze kostiumy - Gloria Gresham (nominacja)
- Najlepsza muzyka - Randy Newman (nominacja)

Złote Globy 1990
- Najlepszy dramat (nominacja)
- Najlepszy scenariusz - Barry Levinson (nominacja)
- Najlepsza muzyka - Randy Newman (nominacja)